# David Casteu
David Casteu   (Niça, 9 d'abril de 1974) és un pilot de motociclisme occità que competeix en enduro i en ral·lis raid com ara el Ral·li Dakar i el Campionat del món de l'especialitat. Del 2003 al 2016 va participar en tretze edicions del Ral·li Dakar, on el seu èxit principal és la segona posició final a l'edició del 2007.
L'any 2008 va guanyar el Ral·li de l'Europa Central (el qual substituïa el Ral·li Dakar, suspès aquell any) i el Ral·li dels Faraons. El 2010 va guanyar el campionat del món de Ral·lis Cross-Country en categoria 450cc.

## Palmarès al Ral·li Dakar
- 2003: 39è
- 2004: 32è
- 2005: 13è
- 2006: 8è (1 etapa)
- 2007: 2n
- 2009: 4t
- 2010: Abandona (1 etapa)
- 2011: 67è
- 2012: 41è
- 2013: Abandona (1 etapa)
- 2014: 10è
- 2015: 7è
- 2016: 18è